# 汪志伊
汪志伊（1743年—1818年），字稼門，中國安徽桐城人。舉人出身的汪志伊於1797年擔任福建布政使，同年再昇福建巡撫。
他於福建巡撫任內，為了平定盜船游奕，緝捕海賊，特地奏請福建水師副參以上兼用本省通融撥用。另外，也改良州縣徵糧措施。也因此改革，任內破獲多名首夥盜犯。之後，因為閩商黃豐勝等至台灣鹿耳門遇盜被劫，他坐視不察，遭革職留任，後則因補救得宜，寬之。
1811年，他調為閩浙總督，是為清朝封疆大吏。嘉慶二十二年（1817年）知县朱履中因收賄受弹劾，传讯中，他反诬李赓芸勒索，但无佐证。汪志伊因李赓芸为己所荐，意欲追查，福州知府塗以輈对此案又操之过急，致使李赓芸自縊身亡，一时舆论大哗。陈寿祺與生员林天光等向钦差呈诉，志伊遭褫職永不敘用，隔年卒。

## 延伸阅读
[在维基数据编辑]
 《清史稿/卷357》，出自趙爾巽《清史稿》
 《清史稿/卷144》